# Cryptocephalus castilianus
Cryptocephalus castilianus is een keversoort uit de familie bladkevers (Chrysomelidae). De wetenschappelijke naam van de soort werd in 1894 gepubliceerd door Julius Weise.